# Déclics
 (novembre 2021).
Déclics est une série d'animation documentaire en treize épisodes de 26 minutes co-produite par Mad Films, Corsaires VFX, Les Films de la Butte et Arte G.E.I.E. La saison 1 est diffusée à partir du 10 janvier 2022 à la télévision en Europe sur Arte, mais est disponible sur le site canadien francophone de vidéo à la demande ICI TOU.TV depuis le 12 juillet 2021.
La série aborde de multiple notions scientifiques et d'histoire des sciences avec la volonté de s'adresser à un large public. Pour cela, des principes de mécanique quantique, de génétique, d'algorithmique ou de tectonique des plaques sont expliqués sans recourt au formalisme mathématique et sont présentés grâce à de nombreuses illustrations en 3D.

## Épisodes

### Saison 1 (2022)
| N° | Titre français                                  | Première diffusion française |
| -- | ----------------------------------------------- | ---------------------------- |
| 1  | Ondes électromagnétiques: ça capte ?            | 17 janvier 2022              |
| 2  | Le plastique: vraiment fantastique?             | 14 janvier 2022              |
| 3  | Virus et bactéries: petits mais costauds        | 11 janvier 2022              |
| 4  | Gravité: ça tombe sous le sens                  | 18 janvier 2022              |
| 5  | Électricité: tout s'éclaire!                    | 19 janvier 2022              |
| 6  | Mathématiques, le compte est bon                | 20 janvier 2022              |
| 7  | Hérédité: c'est dans nos gènes!                 | 10 janvier 2022              |
| 8  | Théorie du chaos: petites causes, grands effets | 27 janvier 2022              |
| 9  | Mécanique des fluides, tout coule de source     | 13 janvier 2022              |
| 10 | Physique quantique, un pas vers l'inconnu       | 26 janvier 2022              |
| 11 | Énergies: ça carbure!                           | 25 janvier 2022              |
| 12 | Algorithmique, on suit la recette               | 12 janvier 2022              |
| 13 | Tectonique des plaques, ça va secouer!          | 21 janvier 2022              |

## Fiche technique
- Créateurs : Pierre Lergenmüller et Jean Mach
- Auteurs: Pierre Lergenmüller
- Réalisateur : Pierre Lergenmüller[4] et Benjamin Barbelet
- Musique : Thomas Lergenmüller, Aurélien Marini et Audrey Lergenmuller-Husson
- Voix françaises : Julien Masdoua, Cécile Heredia, et Alexandra Mori
- Spécialistes Histoire et Sciences : Suzie Sordi et Guillaume Tisserant
- Curation scientifique : Guillaume Desprez, Immerscience
- Costumes : Corentin Olive
- Années de production : 2020-2021
- Sociétés de production : Mad Films, Corsaires VFX, Les Films de la Butte et Arte G.E.I.E

Les différents stades de la réalisation des épisodes sont effectués intégralement à Montpellier.